# إدوين إسكوبار هيل
إدوين إسكوبار هيل (بالإسبانية: Edwin Escobar Hill)‏ هو سياسي غواتيمالي، ولد في 19 يوليو 1969 في فيلا نويفا في غواتيمالا. نشط حزبياً في Citizen Prosperity ‏.